# Senat (Nigeria)

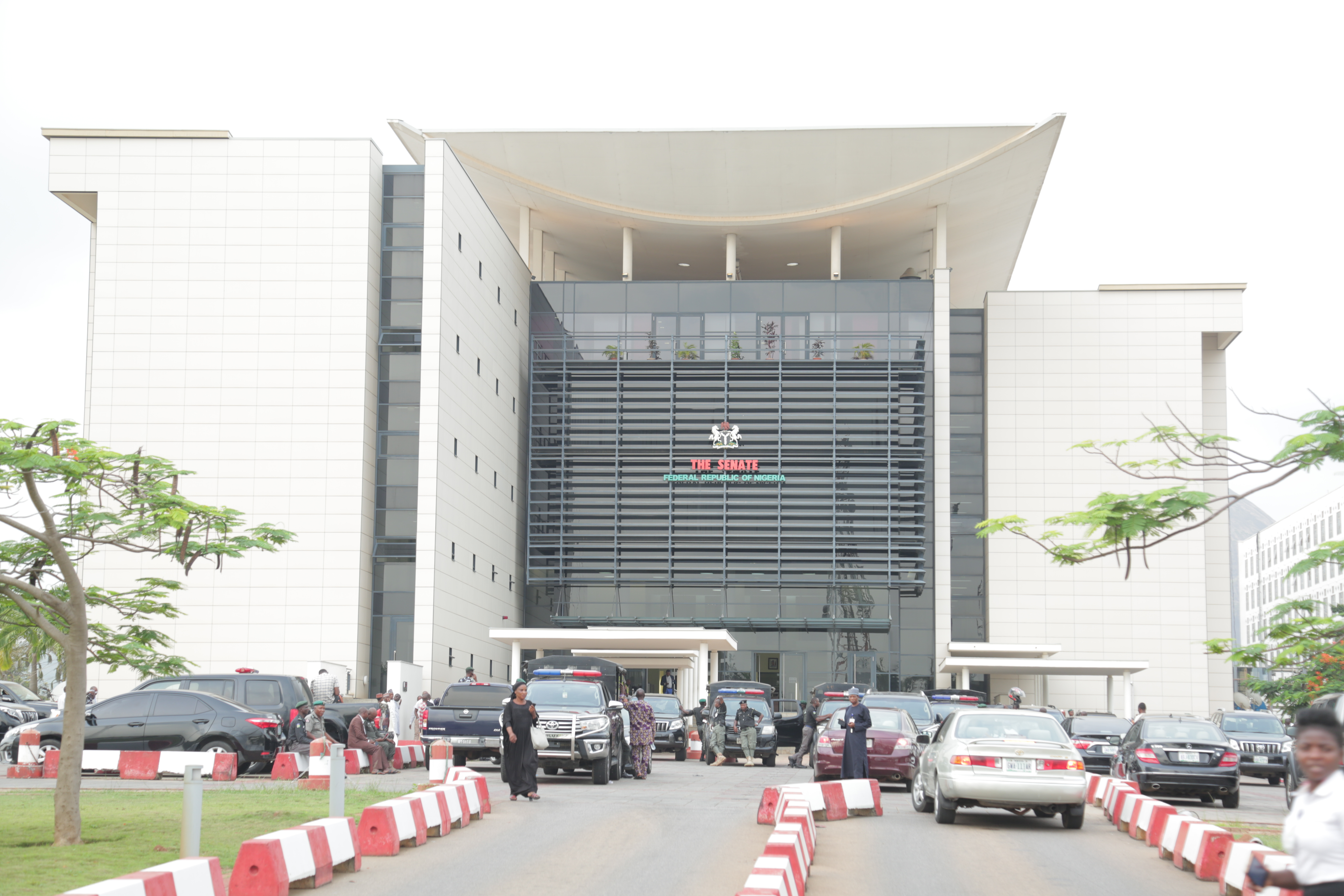
Senat von Nigeria

Siegel des Senats von Nigeria

Der Senat von Nigeria (englisch Senate of Nigeria) in Abuja ist eine Kammer der Nationalversammlung der Bundesrepublik Nigeria (englisch National Assembly of the Federal Republic of Nigeria). Der Senat ist das Oberhaus des aus zwei Kammern bestehenden Parlaments von Nigeria. Das Unterhaus wird vom Repräsentantenhaus gebildet.
Der Senat besteht gewöhnlich aus 109 Abgeordneten, drei für jeden der 36 nigerianischen Bundesstaaten und einen für das Federal Capital Territory. Bundesstaaten werden für Senatswahlen in drei Wahlkreise aufgeteilt, in denen jeweils der Kandidat mit den meisten Stimmen direkt in den Senat gewählt wird. Die Senatoren haben eine Amtszeit von vier Jahren. Es gibt keine Amtszeitbeschränkungen, und die Senatoren können so lange im Amt bleiben, wie sie wiedergewählt werden.

## Aufgabe
Die Aufgaben des Senats sind im Artikel 4 der Verfassung Nigerias von 1999 festgelegt, welche sich an der Gewaltenteilung des politischen Systems der Vereinigten Staaten von Amerika orientiert. Der Senat hat das Recht die Nominierungen des Präsidenten von Diplomaten, Mitgliedern des Kabinetts, die Ernennungen von Bundesrichtern sowie Mitgliedern der Wahlkommission zu prüfen und zu bestätigen. Der Senat kann wie das Repräsentantenhaus eigene Gesetzesentwürfe einbringen.